# Witband-silene-uil
De witband-silene-uil (Hadena compta) is een nachtvlinder uit de familie van de Noctuidae, de uilen. De vlinder heeft een spanwijdte van 25 tot 30 millimeter.
De waardplanten van deze in heel Europa voorkomende, algemene vlinder zijn duizendschoon en blaassilene. Van deze planten worden door de rupsen de zaden gegeten. De duizendschoon dient ook als voedselplant voor de vlinders. Overwintering vindt plaats als pop in de grond

## Voorkomen in Nederland en België
In Nederland en België worden elk jaar twee tot drie generatie voortgebracht. De vliegtijd loopt van mei tot en met eind juli begin augustus. Het is een niet zo gewone soort, die verspreid over het hele gebied voorkomt.